# Lamprosema holophaea
Lamprosema holophaea là một loài bướm đêm trong họ Crambidae.